# Tahult
Tahult är ett stort villaområde i Härryda kommun. Huvuddelen av Tahult räknades före 2015 som en egen tätort, medan den nordöstra delen utgjorde en separat småort, Tahult (nordöstra delen). Sedan 2015 räknas hela området som en del av tätorten Landvetter. Tahult är beläget mellan Landvetter och Öjersjö, på en cirka 150 meter hög platå.

## Befolkningsutveckling
| Befolkningsutvecklingen i Tahult 1990–2010                                                                             | Befolkningsutvecklingen i Tahult 1990–2010 | Befolkningsutvecklingen i Tahult 1990–2010 | Befolkningsutvecklingen i Tahult 1990–2010 | Befolkningsutvecklingen i Tahult 1990–2010 |
| --- | ------------------------------------------ | ------------------------------------------ | ------------------------------------------ | ------------------------------------------ |
| |                                            |                                            |                                            |                                            |
| År |                                            |                                            | Folkmängd                                  | Areal (ha)                                 |
| 1990 | 1990                                       |                                            | 292                                        | 59#                                        |
| 1995 | 1995                                       |                                            | 257                                        | 35                                         |
| 2000 | 2000                                       |                                            | 506                                        | 66                                         |
| 2005 | 2005                                       |                                            | 548                                        | 66                                         |
| 2010 | 2010                                       |                                            | 585                                        | 66                                         |
| Anm.: Ny tätort 1995. 1990 räknades Tahult som småort. 2015 växte tätorten ihop med tätorten Landvetter. # Som småort. |                                            |                                            |                                            |                                            |